# Losse (Altmark)
Losse ist ein Ortsteil der Gemeinde Altmärkische Höhe im Landkreis Stendal in Sachsen-Anhalt.

## Geographie

### Lage
Losse liegt im Norden der Altmark, in waldreicher Umgebung, etwa sechs Kilometer westlich von Seehausen (Altmark) im Landschaftsschutzgebiet „Ostrand der Arendseer Hochfläche“. Im Osten liegt das Waldgebiet Stadtforst Seehausen (Seehauser Forst) mit den Baarsbergen.

### Ortsteilgliederung
Zu Ortsteil Losse gehört heute der Wohnplatz Tannenkrug knapp zwei Kilometer nördlich des Dorfes. Aufgelassen wurde der Wohnplatz Dornstücken nördlich von Losse. Der Wohnplatz Riethberg im Westen des Dorfes trägt heute keinen eigenen Namen mehr.

## Geschichte

### Mittelalter bis Neuzeit
Die erste urkundliche Erwähnung stammt aus dem Jahre 1170 als Losse. Markgraf Otto I. schenkte dem Bistum und Kapitel Havelberg die Hälfte des Dorfes. Weitere Nennungen sind 1209 Losse, 1541 Lossow und 1687 Zu der Losse.

### Archäologie
1838 wurden Urnenfunde aus Losse an das Museum in Salzwedel übergeben. Damals beschrieb man diese Funde so: Sie zeichnen sich aus durch Feinheit der Masse und durch saubere Verzierungen. 1840 wurde eine Nachgrabung in Losse durchgeführt, die Scheiterhaufenplätze zum Vorschein brachte. Die Funde wurden später in die Steinzeit datiert.

### Herkunft des Ortsnamens
Der Name wird als altslavisch „lesu“ gedeutet, übersetzt als „der Wald“.

### Eingemeindungen
Bis 1807 gehörte das Dorf zum Seehausenschen Kreis der Mark Brandenburg in der Altmark. Zwischen 1807 und 1813 lag es im Kanton Bretsch auf dem Territorium des napoleonischen Königreichs Westphalen. Ab 1816 gehörte die Gemeinde zum Kreis Osterburg, dem späteren Landkreis Osterburg.
Am 20. Juli 1950 wurde die bis dahin eigenständige Gemeinde Priemern nach Losse eingegliedert. Am 22. November 1967 erfolgte die Zuordnung des Ortsteils Priemern zur Gemeinde Bretsch. Bereits am 25. Juli 1952 war die Gemeinde Losse in den Kreis Seehausen umgegliedert wurden. Am 2. Juli 1965 kam sie zum Kreis Osterburg und schließlich am 1. Juli 1994 zum heutigen Landkreis Stendal.
Bis zum 31. Dezember 2009 war Losse eine selbständige Gemeinde mit dem Wohnplatz Tannenkrug und gehörte der jetzt aufgelösten Verwaltungsgemeinschaft Seehausen (Altmark) an.
Durch einen Gebietsänderungsvertrag haben die Gemeinderäte der Gemeinden Boock, Bretsch, Gagel, Heiligenfelde, Kossebau, Losse und Lückstedt beschlossen, dass ihre Gemeinden aufgelöst und zu einer neuen Gemeinde mit dem Namen Altmärkische Höhe vereinigt werden. Dieser Vertrag wurde vom Landkreis als unterer Kommunalaufsichtsbehörde genehmigt und trat am 1. Januar 2010 in Kraft.

### Einwohnerentwicklung
| Jahr | Einwohner |
| ---- | --------- |
| 1734 | 142       |
| 1775 | 150       |
| 1789 | 154       |
| 1798 | 184       |
| 1801 | 169       |
| 1818 | 185       |
| 1840 | 233       |
| 1864 | 323       |

| Jahr | Einwohner |
| ---- | --------- |
| 1871 | 305       |
| 1885 | 292       |
| 1892 | [00]301   |
| 1895 | 345       |
| 1900 | [00]280   |
| 1905 | 267       |
| 1910 | [00]267   |
| 1925 | 243       |

| Jahr | Einwohner |
| ---- | --------- |
| 1939 | 212       |
| 1946 | 336       |
| 1964 | 420       |
| 1971 | 224       |
| 1981 | 169       |
| 1993 | 145       |
| 2006 | 124       |
| 2008 | 120       |

| Jahr | Einwohner |
| ---- | --------- |
| 2011 | [00]109   |
| 2012 | [00]110   |
| 2014 | [00]101   |
| 2020 | [00]102   |
| 2021 | [00]102   |
| 2022 | [0]107    |
| 2023 | [0]106    |

Quelle, wenn nicht angegeben, bis 2006:

## Religion
Die evangelische Kirchengemeinde Losse gehörte früher zur Pfarrei Losse. Die Kirchengemeinde gehört heute zum Pfarrbereich Seehausen des Kirchenkreises Stendal im Bischofssprengel Magdeburg der Evangelischen Kirche in Mitteldeutschland.
Die ältesten überlieferten Kirchenbücher für Losse stammen aus dem Jahre 1645.
Die katholischen Christen gehören zur Pfarrei St. Anna in Stendal im Dekanat Stendal im Bistum Magdeburg.

## Politik

### Bürgermeister
Der letzte Bürgermeister der Gemeinde Losse war Martin Baum.

## Kultur und Sehenswürdigkeiten
- Die evangelische Dorfkirche Losse wurde zwischen 1766 und 1769 neu errichtet auf dem Mauerwerk des Chores und auf dem östlichen Teil des ursprünglichen Feldsteinbaus aus dem frühen 13. Jahrhundert. 1765 war die alte Kirche ausgebrannt.[22]
- Der Friedhof befindet sich im Südosten des Dorfes.
- Auf dem Friedhof ist die Grabstätte eines unbekannten serbischen Soldaten, der als kriegsgefangener Fremdarbeiter im Ort erschossen wurde, weil er sich geweigert hätte auf einen bestimmten Bauernhof zu gehen auf dem eine Bäuerin lebte, die dafür bekannt war, Kriegsgefangene schlecht zu behandeln und ihnen kaum etwas zu essen gab. Die Gemeinde hat nach der Wende einen Gedenkstein in Form eines Kreuzes auf der Grabstätte errichten lassen.[23]
- An der Kirche in Losse steht eine Stele als Denkmal für die Kriegstoten beider Weltkriege, eingebunden in die Natursteinmauer um die Kirche.[24]

### Vereine
- Pferdefreunde Losse e. V.

## Wirtschaft und Infrastruktur

### Verkehr
Die Gemeinde liegt nahe der Bundesstraße 190 von Salzwedel nach Seehausen (Altmark). In Richtung Südosten besteht eine Straßenverbindung nach Osterburg (Altmark).

### A14-Nordverlängerung
Die Nordverlängerung der A14 (Teilabschnitt Osterburg – Seehausen) soll durch den Losser Forst führen. Im Vorfeld gab es eine Waldbesetzung, die gegen den Weiterbau der A14 protestierte. Sowohl A14-Gegner als auch Befürworter demonstrierten regelmäßig in und um Losse. 2021 hatte das Oberverwaltungsgericht Magdeburg entschieden, dass die Waldbesetzung rechtens sei. Im Rahmen der Proteste kam es ab Mitte 2021 vermehrt zu Angriffen und Gewalttaten, wie zum Beispiel der Paintball-Angriff am Bahnhof Seehausen im Juni 2021 oder dem Brandanschlag auf das Bahnhofsgebäude im Juni 2022. Im Mai 2022 wies das Bundesverwaltungsgericht in Leipzig eine Klage der Naturfreunde Sachsen-Anhalt ab und gab damit grünes Licht für den Lückenschluss der Autobahn. Am 18. August 2022 wurde das Protestcamp im Losser Forst geräumt.

## Persönlichkeiten
- Friedrich Wilhelm August Bratring (1772–1829), Völkerkundler und Verfasser topographisch-statistischer Sachbücher, wurde in Losse geboren.